# つかさ屋
株式会社つかさ屋（つかさや）は、宮城県仙台市にスーパーマーケットチェーン・つかさ屋を展開する企業。

## 概要

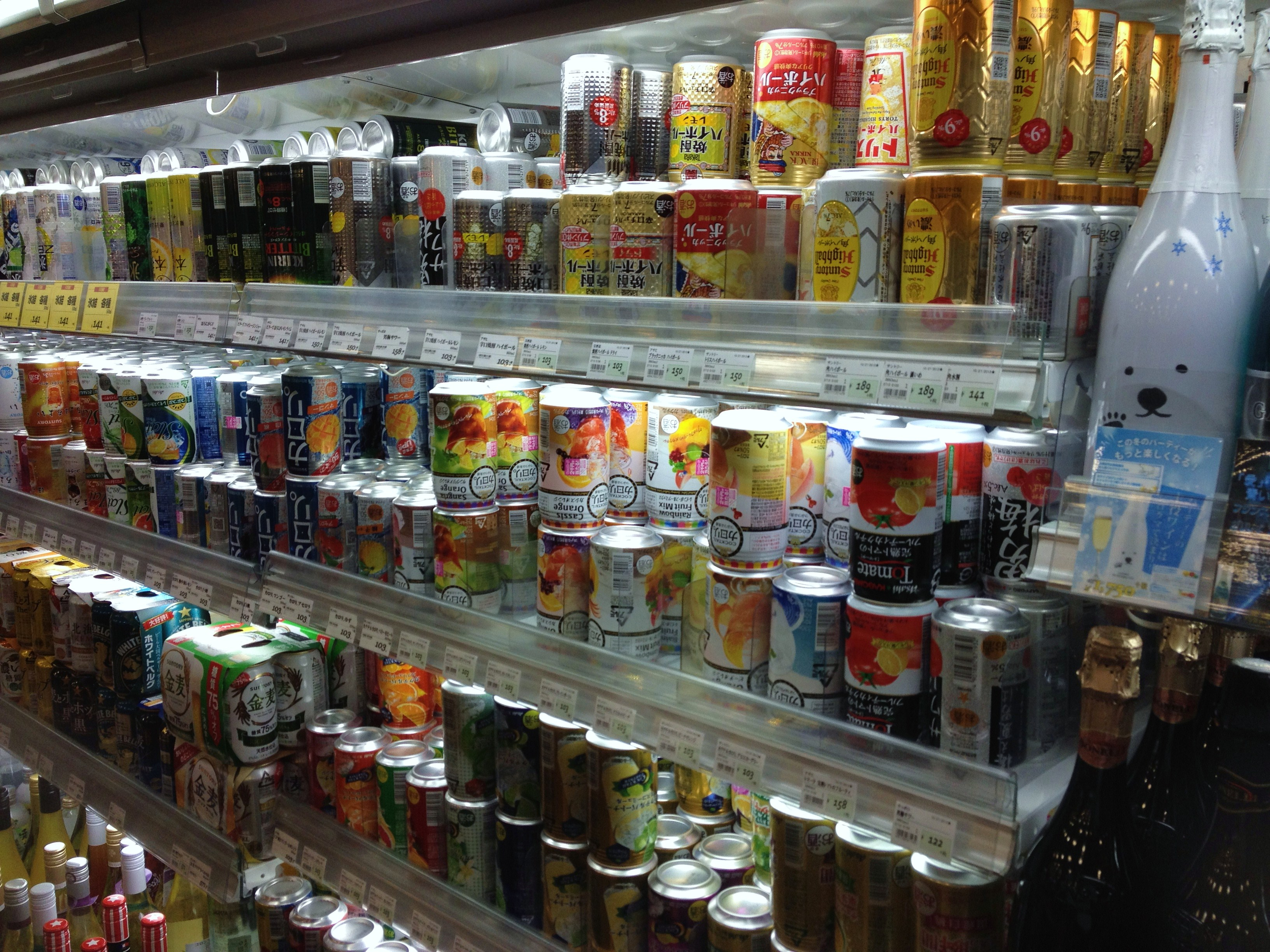
逆さに陳列された缶類
（つかさ屋 泉パークタウンタピオ店）

つかさ屋を5店舗、鮮ど太助市を1店舗展開する。輸入食料品や全国から仕入れたご当地食品等、個性的な商品を多く取り揃えている。
缶容器の酒類は、飲み口を汚さないために逆さにして陳列するなど、ユニークな工夫もみられる。

## 店舗

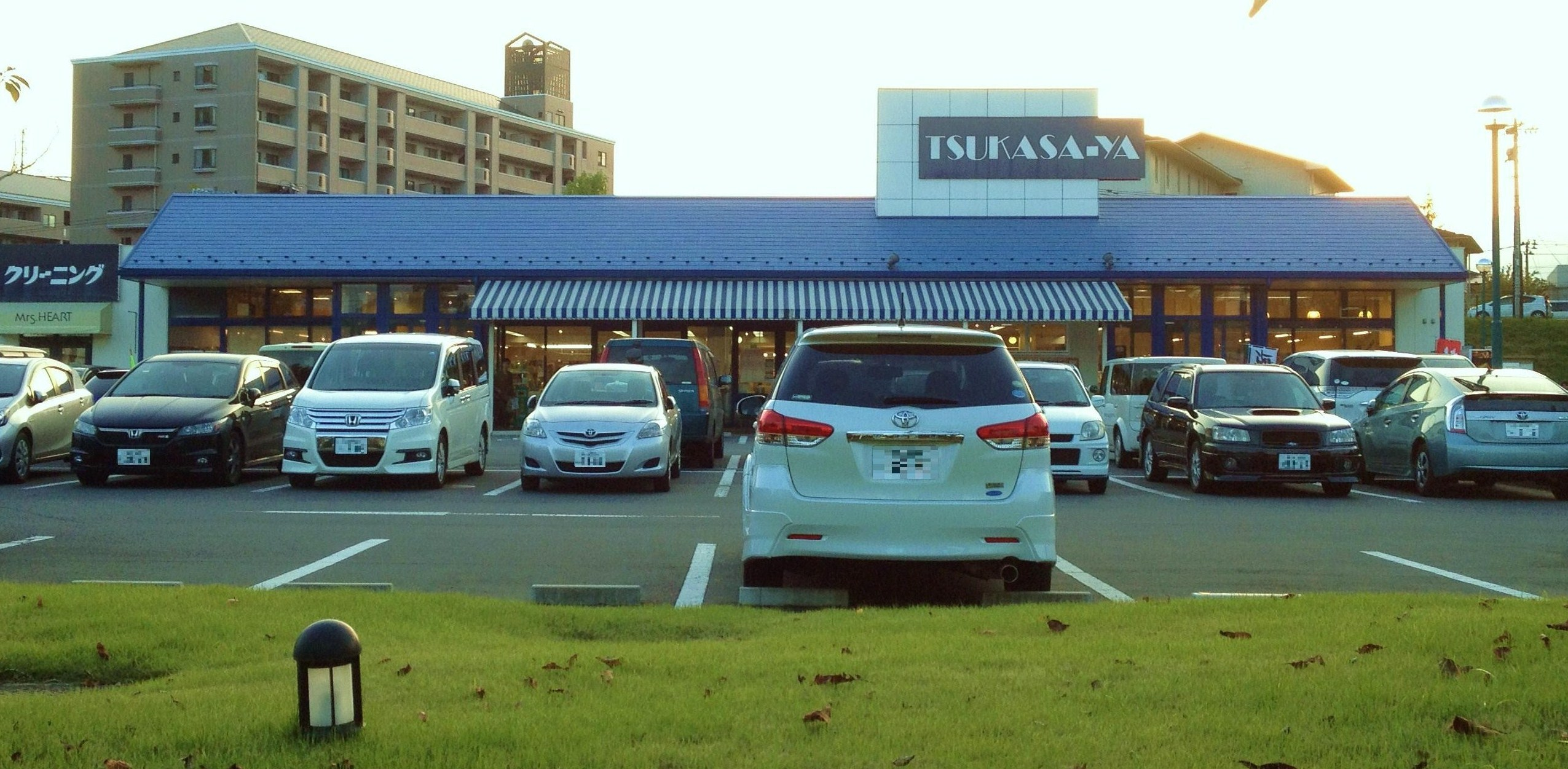
つかさ屋 いずみパークタウン高森店

- つかさ屋 東仙台店

仙台市宮城野区燕沢東1丁目6-33
- つかさ屋 大和町店

仙台市若林区大和町4丁目18-12
- つかさ屋 泉パークタウン高森店

仙台市泉区高森1丁目1-190
- つかさ屋 泉パークタウンタピオ店[2]

仙台市泉区寺岡6丁目5-1 泉パークタウン タピオ北館1階
- つかさ屋 栗生店

仙台市青葉区栗生2丁目2-2
- 鮮ど太助市

仙台市太白区西多賀5丁目11-15

### 過去の店舗
- つかさ屋 錦ヶ丘店（2012年10月21日 閉店）

仙台市青葉区錦ケ丘1丁目3-1
- つかさ屋 いずみパワーモール店（2005年頃 閉店）

仙台市泉区七北田新道3-1
- つかさ屋 長命ヶ丘店（1998～2000年頃 閉店）

仙台市泉区長命ヶ丘4-31-22
- つかさ屋 鶴ヶ谷店